# Hóremhauef

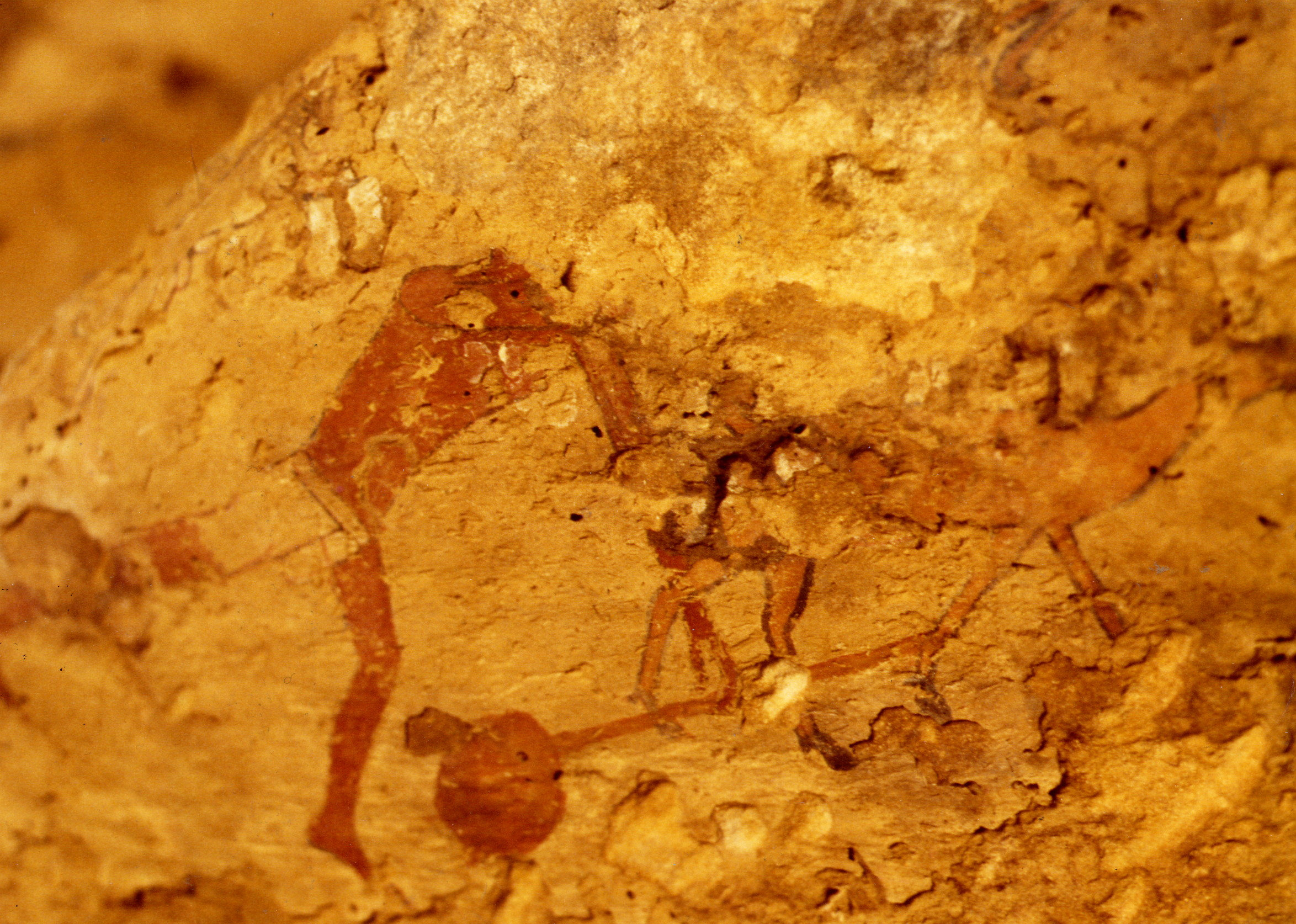
Vadászat. Jelenet Hóremhauef sírjából

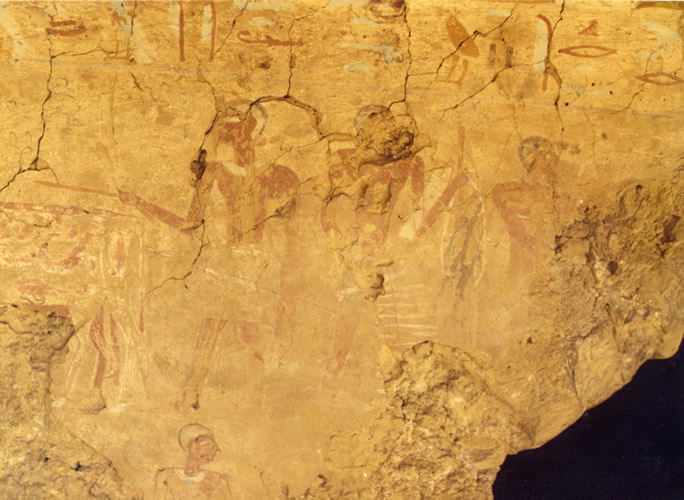
Jelenet a sírból

Hóremhauef ókori egyiptomi hivatalnok volt a második átmeneti korban. Címe szerint „a neheni Hórusz papjainak első elöljárója” és „a földek felügyelője” volt, ami azt jelenti, főpap lehetett Nehen (görög nevén Hierakónpolisz) helyi templomában, ahol Hóruszt tisztelték.
Hóremhauef neheni sírjából ismert. A sziklába vájt sír kis méretű, de egyike a korszak kevés olyan sírjának, melynek kápolnájában festett díszítés található. A festés napjainkban már csak részben látható. A sírban ábrázolják Szedzsemnetjeru rajzolót, aki nagy valószínűséggel a kápolna díszítésén dolgozott.
A kápolna előtti udvarban egy sztélét találtak, amely ma a Metropolitan Művészeti Múzeumban található (katalógusszám 35.7.55); a hosszú életrajzi szöveg arról számol be, hogy Hóermhauef elutazott Itj-tauiba, Egyiptom középbirodalmi fővárosába, és a királytól új kultuszszobrot kapott, amely Hóruszt és anyját (Íziszt) ábrázolta. A szöveg abból a szempontból jelentős, hogy tanúskodik arról, hogy a XII. dinasztia fővárosa, Itj-taui még a XIII. dinasztia idején is királyi rezidenciaként működött.
Hóremhauef családja a sztéléről ismert. Apja, Dzsehuti szintén „a neheni Hórusz papjainak első elöljárója” és „a földek felügyelője” címeket viselte, anyja Tjet, a „királyi ékszer”, felesége, Szobeknaht szintén a „királyi ékszer” címet viselte. Két fia – Dzsehuti és Szobeknaht –, valamint két lánya – Hórmaaheru és Heszitef – ismert.

## Fordítás
- Ez a szócikk részben vagy egészben  a   Horemkhaef című angol Wikipédia-szócikk ezen változatának fordításán alapul.  Az eredeti cikk szerkesztőit annak laptörténete sorolja fel. Ez a jelzés csupán a megfogalmazás eredetét és a szerzői jogokat jelzi, nem szolgál a cikkben szereplő információk forrásmegjelöléseként.
- Ez a szócikk részben vagy egészben  a   Horemchauef című német Wikipédia-szócikk ezen változatának fordításán alapul.  Az eredeti cikk szerkesztőit annak laptörténete sorolja fel. Ez a jelzés csupán a megfogalmazás eredetét és a szerzői jogokat jelzi, nem szolgál a cikkben szereplő információk forrásmegjelöléseként.